# Mariem Hassan
Mariam Hassan, född 31 maj 1958 i Ued Tazua, Spanska Sahara, död 22 augusti 2015 i Tindouf i Algeriet, var en sahravisk sångerska från Västsahara. Hon sjöng vanligen på arabiska dialekter från Västsahara och Mauretanien, men ibland även på spanska.

## Biografi
Hassan var dotter till Muhamed och Erguia, som var nomader nära Es-Smara vid Atlantkusten. Muhamad var herde och ägde getter och kameler, och familjen hade tio barn. När Hassan var 13 år tvingades hon gifta sig med en äldre man. Under bröllopsceremonin lyckades hon fly och gömde sig hos sina bröder. Bröllopet annullerades efter att pappan återbetalat hemgiften.
När Marocko ockuperade Västsahara 1975 flydde Hassan och familjen till Algeriet. De kom där att leva i ett flyktingläger i Tindouf.

### Politisk flykting
Hassan växte upp med musik och poesi. Hon började trumma och sjunga när hon följde med sin mor på muhammedanska religiösa möten. I augusti 1975 sjöng hon vid Polisarios hemliga möte då den spanska polisen gjorde razzia. Hon lyckades fly ut genom ett fönster.
Några månader senare lämnade Spanien Västsahara och Marocko ockuperade landet. Hassan, hennes familj och tiotusentals västsaharier flydde österut till Tindoufprovinsen i Algeriet. Flyktingläger byggdes som ännu efter mer än fyrtio år finns kvar.
Många män gick tillbaka och engagerade sig i Polisario. Kvinnorna blev kvar och skötte om lägret och tog hand om sårade soldater. Hassan blev sjuksköterska 1977 och deltog i motståndskampen som sångerska. Tre av hennes bröder dödades i Västsaharakriget.

### Karriär
År 1976 kom Hassan med i musikbandet El Hafed, vilket senare under året bytte namn till El Uali för att hedra Polisarios första president (mördad den 9 juni). Bandet turnerade i många länder och spelade på olika kulturfestivaler.
1998 upplöstes El Uali och Hassan började sin solokarriär med sånger ur sitt album Sahrauis: The music of the Western Sahara. Hon genomförde därefter framgångsrika turnéer i Europa med bandet Leyoad, och år 2000 gjordes inspelningen Mariem Hassan com Leyoad.

### Sjukdom och död
Hassan led av cancer och vårdades i Barcelona. 2015 reste hon tillbaka till Tindouf och dog där den 22 augusti 2015.

## Diskografi, urval
- 2002 Mariem Hassan con Leyoad
- 2015 Baila, Sáhara, baila, Nubenegra

### Solo
- 2005 Deseos (Mariem Hassan album)|Deseos
- 2010 Shouka
- 2012 El Aaiun egdat